# Салаверри, Айвен
Айвен Салаверри (англ. Ivan Salaverry; род. 11 января 1971, Торонто) — канадский боец смешанного стиля, представитель средней весовой категории. Выступал на профессиональном уровне в 1999—2013 годах, известен по участию в турнирах таких бойцовских организаций как UFC, К-1, Shooto, BAMMA и др. Тренер по единоборствам, обладатель чёрного пояса по БЖЖ, основатель и владелец бойцовского зала Ivan Salaverry MMA в Сиэтле.

## Биография
Айвен Салаверри родился 11 января 1971 года в городе Торонто провинции Онтарио, Канада.
Дебютировал в смешанных единоборствах на профессиональном уровне в августе 1999 года, выиграв у своего оппонента досрочно в первом же раунде. Дрался в небольших промоушенах преимущественно на территории США, при этом из большинства поединков выходил победителем.
В январе 2001 года отметился выступлением в Японии в местном крупном промоушене Shooto, но потерпел здесь поражение — в первом раунде пропустил удар ногой с разворота от местного японского бойца Акихиро Гоно и оказался в нокауте.
Имея в послужном списке восемь побед и только два поражения, в 2002 году Салаверри привлёк к себе внимание крупнейшей бойцовской организации США Ultimate Fighting Championship — дебютировал в октагоне UFC в мае, выиграв техническим нокаутом в третьем раунде у россиянина Андрея Семёнова.
В сентябре 2002 года на турнире UFC в Анкасвилле встретился с американским борцом греко-римского стиля Мэттом Линдлэндом — противостояние между ними продлилось все отведённые три раунда, в итоге судьи единогласным решением отдали победу Линдлэнду.
В 2003—2004 годах сотрудничал с престижной японской организацией К-1, провёл ещё два боя в Японии, один из которых выиграл, а один проиграл.
Вернувшись в UFC, в октябре 2004 года на турнире в Атлантик-Сити взял верх над Тони Фриклундом, уже в начале первого раунда закрыл на нём «треугольник» и добился сдачи.
В апреле 2005 года на турнире UFC в Лас-Вегасе с помощью «треугольника» принудил к сдаче Джо Риггса, а спустя несколько месяцев по очкам уступил Нейту Марквардту. В это время Салаверри открыл собственный бойцовский зал Ivan Salaverry MMA в Сиэтле, где в последнее время проживал вместе с женой и двумя сыновьями.
В июле 2006 года техническим нокаутом победил Арта Санторе на турнире WFA: King of the Streets в Лос-Анджелесе.
В мае 2007 года на турнире UFC в Лас-Вегасе выиграл техническим нокаутом у Терри Мартина.
Снова дрался в UFC мае 2008 года, когда его соперником стал бразилец Розимар Пальярис. В середине первого раунда Салаверри попался на рычаг локтя и вынужден был сдаться, а вскоре после этого поражения сообщил о завершении спортивной карьеры, заявив, что больше не будет выступать как профессиональный боец.
После достаточно длительного перерыва в мае 2011 года Айвен Салаверри всё же вернулся в ММА, заменив травмировавшегося Фила Барони в бою с Мэттом Эвином на турнире британской организации BAMMA в Лондоне. Тем не менее, этот бой проиграл единогласным судейским решением.
В июле 2012 года дрался в Ирландии на турнире Cage Contender, был дисквалифицирован во втором раунде за нанесение запрещённого удара ногой по лежачему сопернику.
В ноябре 2013 года одержал победу на небольшом домашнем турнире Cage Warrior Combat в штате Вашингтон, после чего окончательно завершил карьеру бойца и полностью посвятил себя тренерской работе.
11 декабря 2015 года был удостоен чёрного пояса по бразильскому джиу-джитсу, получив его из рук обладателя пятого дана Марселу Алонсу.

## Статистика в профессиональном ММА
| Боёв 23          | Побед 14 | Поражений 9 |
| ---------------- | -------- | ----------- |
| Нокаутом         | 5        | 4           |
| Сдачей           | 5        | 1           |
| Решением         | 4        | 3           |
| Дисквалификацией | 0        | 1           |

| Результат | Рекорд | Соперник           | Способ                      | Турнир                                   | Дата             | Раунд | Время | Место              | Примечание                                             |
| --------- | ------ | ------------------ | --------------------------- | ---------------------------------------- | ---------------- | ----- | ----- | ------------------ | ------------------------------------------------------ |
| Победа    | 14-9   | Джером Джонс       | Единогласное решение        | Cage Warrior Combat 9                    | 2 ноября 2013    | 3     | 5:00  | Кент, США          |                                                        |
| Поражение | 13-9   | Фрейзер Опи        | DQ (запрещённый удар)       | Cage Contender XIV                       | 21 июля 2012     | 2     | N/A   | Дублин, Ирландия   | Дисквалифицирован за удар ногой по лежащему сопернику. |
| Поражение | 13-8   | Мэтт Эвин          | Единогласное решение        | BAMMA 6: Watson vs. Rua                  | 21 мая 2011      | 3     | 5:00  | Лондон, Англия     |                                                        |
| Поражение | 13-7   | Розимар Пальярис   | Сдача (рычаг локтя)         | UFC 84                                   | 24 мая 2008      | 1     | 2:36  | Лас-Вегас, США     |                                                        |
| Поражение | 13-6   | Терри Мартин       | TKO (слэм и удары)          | UFC 71                                   | 26 мая 2007      | 1     | 2:04  | Лас-Вегас, США     |                                                        |
| Победа    | 13-5   | Арт Санторе        | TKO (удары руками)          | WFA: King of the Streets                 | 22 июля 2006     | 2     | 4:18  | Лос-Анджелес, США  |                                                        |
| Поражение | 12-5   | Нейт Марквардт     | Единогласное решение        | UFC Ultimate Fight Night                 | 6 августа 2005   | 3     | 5:00  | Лас-Вегас, США     |                                                        |
| Победа    | 12-4   | Джо Риггс          | Сдача (треугольник)         | UFC 52                                   | 16 апреля 2005   | 1     | 2:42  | Лас-Вегас, США     |                                                        |
| Победа    | 11-4   | Тони Фриклунд      | Сдача (треугольник)         | UFC 50                                   | 22 октября 2004  | 1     | 1:36  | Атлантик-Сити, США |                                                        |
| Победа    | 10-4   | Халиуны Болдбаатар | Единогласное решение        | K-1 Beast 2004 in Niigata                | 14 марта 2004    | 2     | 5:00  | Ниигата, Япония    |                                                        |
| Поражение | 9-4    | Рене Розе          | TKO (вывих пальца руки)     | K-1 Survival 2003 Japan Grand Prix Final | 21 сентября 2003 | 1     | 2:42  | Иокогама, Япония   |                                                        |
| Поражение | 9-3    | Мэтт Линдлэнд      | Единогласное решение        | UFC 39                                   | 27 сентября 2002 | 3     | 5:00  | Анкасвилл, США     |                                                        |
| Победа    | 9-2    | Андрей Семёнов     | TKO (удары руками)          | UFC 37                                   | 10 мая 2002      | 3     | 2:27  | Боссьер-Сити, США  |                                                        |
| Победа    | 8-2    | Джон Ренкен        | TKO (удары)                 | HOOKnSHOOT — Overdrive                   | 9 марта 2002     | 1     | 0:23  | Эвансвилл, США     |                                                        |
| Победа    | 7-2    | Джейсон Ригсби     | Решение судей               | HOOKnSHOOT — Kings 2                     | 18 ноября 2001   | 2     | 5:00  | Эвансвилл, США     |                                                        |
| Победа    | 6-2    | Стив Хит           | TKO (рассечение)            | IFC — Warriors Challenge 15              | 31 августа 2001  | 1     | 2:54  | Оровилл, США       |                                                        |
| Победа    | 5-2    | Дэн Корпстейн      | KO (удары коленями)         | AMC: Revenge of the Warriors             | 21 июля 2001     | 2     | N/A   | Рочестер, США      |                                                        |
| Поражение | 4-2    | Акихиро Гоно       | KO (удар ногой с разворота) | Shooto — To The Top 1                    | 19 января 2001   | 1     | 3:06  | Токио, Япония      |                                                        |
| Победа    | 4-1    | Дэн Корпстейн      | Сдача (удары руками)        | AMC — Path of the Warrior                | 2 декабря 2000   | 2     | 0:52  | Киркланд, США      |                                                        |
| Поражение | 3-1    | Адам Райан         | KO (удары руками)           | Western Canada’s Toughest 2              | 12 августа 2000  | N/A   | N/A   | Ванкувер, Канада   |                                                        |
| Победа    | 3-0    | Джейсон Дерра      | Сдача (рычаг локтя)         | UFCF — Everett 1                         | 24 июня 2000     | 2     | N/A   | Эверетт, США       |                                                        |
| Победа    | 2-0    | Аугги Педекен      | Единогласное решение        | SuperBrawl 17                            | 15 апреля 2000   | 2     | 5:00  | Гонолулу, США      |                                                        |
| Победа    | 1-0    | Питер да Силва     | Сдача                       | PPKA: Wenatchee                          | 22 августа 1999  | 1     | N/A   | Уэнатчи, США       |                                                        |